# Nueva Guadalupe
Nueva Guadalupe è un comune del dipartimento di San Miguel, in El Salvador.